# Robert Bellamy Clifton

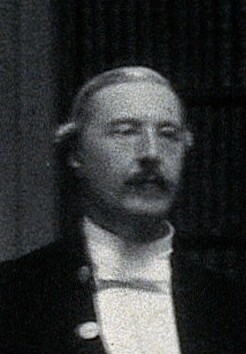
Clifton

Robert Bellamy Clifton (* 13. März 1836 in Gedney, Lincolnshire; † 22. Februar 1921 in Oxford) war ein englischer Physiker.

## Werdegang
Er studierte am University College London und am St John’s College  in Cambridge, wo er zum Bachelor of Arts (B.A.) graduierte. Ab 1860 war er Professor der Naturphilosophie am Owen's College in Manchester und ab 1865 Professor der experimentellen Philosophie in Oxford, wo bis 1872 das Clarendon-Laboratorium eingerichtet wurde. Er konstruierte mehrere optische Apparate. 1915 wurde er emeritiert.

## Veröffentlichungen
- On the conical refraction of a straight line; 1850
- Note on Professor de Morgan's paper entitled "On the early history of the signs [plus] and [minus]"; University Press, 1865

## Mitgliedschaften
- 1860 Mitglied der Royal Astronomical Society
- 1868 Mitglied der Royal Society (1896–98 Vizepräsident)
- Philosophical Society in Cambridge und Manchester
- 1879 Mitglied der Kommission gegen Minenunfälle
- 1882 Präsident der Physical Society